# 烏利亞尼夫卡 (科明捷爾尼夫西克區)
46°50′57″N 30°51′43″E / 46.84917°N 30.86194°E
烏利亞尼夫卡（烏克蘭語：Улянівка）是位於烏克蘭西南部的村莊，由敖德萨州敖德萨区的多布羅斯拉夫市鎮負責管轄。該村始建於1926年，面積0.43平方公里，海拔高度91米，2001年人口87，人口密度每平方公里202.33人。